# Rosava, Mîronivka
Rosava (în ucraineană Росава) este o comună în raionul Mîronivka, regiunea Kiev, Ucraina, formată numai din satul de reședință.

## Demografie
Componența lingvistică a comunei Rosava
     Ucraineană (96,8%)
     Rusă (2,86%)
     Alte limbi (0,04%)
Conform recensământului din 2001, majoritatea populației comunei Rosava era vorbitoare de ucraineană (96,8%), existând în minoritate și vorbitori de rusă (2,86%).